# Ernst Steiger-Züst
Ernst Steiger-Züst (* 22. April 1865 in Herisau; † 4. Dezember 1932 in Lindau (Bodensee), Bayern; heimatberechtigt in Uetikon am See) war ein Schweizer Textilunternehmer aus dem Kanton Appenzell Ausserrhoden.

## Leben
Ernst Steiger-Züst war ein Sohn von Jakob Steiger sowie ein Bruder von Jakob Steiger und Lily Zellweger-Steiger. Er heiratete Marie Züst, Tochter von Konrad Züst, Fabrikant, Obergericht und Oberst. Er war ein Schwager von Anna Theodora Eugster-Züst, Howard Eugster und Otto Zellweger. Er besuchte die Schule der Herrnhuter Brüdergemeine in Königsfeld, Württemberg. Er absolvierte eine Lehre in der Stickereiexportfirma des Vaters. Er arbeitete in den Filialen in Wolgast (Pommern), London und Paris. Nach dem Konkurs im Jahr 1889 baute er ein eigenes Unternehmen für den Export von Rideaux und Plattstichstickereien auf. Von 1894 bis 1907 war er Verkäufer in London. Von 1911 bis 1915 amtierte er als britischer Vizekonsul in St. Gallen. Von 1916 bis 1924 war er Präsident des Industrievereins St. Gallen. Ab 1918 bis 1921 präsidierte er den Ostschweizerischen Volkswirtschaftsbunds. Von 1922 bis 1932 war er Mitglied der Schweizerische Schweizerischen Handelskammer. Er stand dem Ostschweizer Kettenstich-Stickereiverbands und dem Ostschweizer Stickfachfonds als Präsident vor. Er sass im Verwaltungsrat der Stickerei-Treuhand-Genossenschaft St. Gallen. Er war Fürsprecher der Stickereiindustrie in England und Förderer neuer Industrien in der Ostschweiz.